# فست‌لین (۲۰۱۶)
فست‌لین (به انگلیسی: FastLane) یک رویداد غیر رایگان (Pay-Per-View) در کشتی حرفه‌ای می‌باشد که توسط کمپانی دبلیودبلیوئی تهیه می‌شود و این دوره‌اش هم در تاریخ ۲۱ فوریه ۲۰۱۶ در ورزشگاه کوییکِن لُونز اِرینا شهر کلیولند ایالت اوهایو برگزار شد. این دومین رویداد تحت عنوان فست‌لین بود.
در این رویداد با احتساب مسابقه آغازین، هشت مسابقه برگزار شد که در مسابقه اصلی، رومن رینز مقابل دین امبروز و براک لزنر به پیروزی رسید تا حریف #۱ قهرمان کمربند دبلیودبلیوئی سنگین‌وزن جهان(تریپل اچ) در رسلمانیا ۳۲ شود؛ او به‌شدت توسط تماشاگران "هو" شد. همچنین در این رویداد اِج و کریسچن، برنامه خود یعنی "The Cutting Edge Peep Show" را در رینگ اجرا کردند.

## زمینه‌سازی
فَست لِین شامل مسابقاتی بین دشمنی‌های موجود، ماجراهای پیش آمده و استوری‌هایی خواهد بود که پیش از این در برنامه‌های راو یا اسمک داون پخش شده بود. کشتی‌گیرها با توجه به مسابقات یا سری اتفاقاتی که برایشان رخ می‌دهد و تنش را به حد اکثر می‌رساند، نقش منفی یا قهرمان به خود می‌گیرند.
در رویال رامبل، تریپل اچ آخرین نفر باقی‌مانده در رینگ یعنی دین امبروز را از رینگ به پیرون انداخت تا برنده مسابقه رویال رامبل و همچنین قهرمان کمربند دبلیودبلیوئی سنگین‌وزن جهان شود. شب بعد در راو، استفنی مک‌ماهون اعلام کرد که در رویداد فست‌لین، یک مسابقه تریپل ترت بین دین امبروز، قهرمان قبلی یعنی رومن رینز و همین‌طور براک لزنر برگزار خواهد شد و برنده مسابقه در رسلمانیا ۳۲ برای قهرمانی کمربند مقابل تریپل اچ قرار خواهد گرفت.
در رویال رامبل، کالیستو مقابل آلبرتو دل ریو به پیروزی رسید تا قهرمان جدید کمربند ایالات متحده آمریکا شود. در راو ۲ فوریه اعلام شد که کالیستو باید در فست‌لین از کمربندش مقابل دل ریو دفاع کند.
در راو ۱۵ فوریه، در یک مسابقه مرگبار ۵ نفره با حضور قهرمان بین قاره‌ای یعنی دین امبروز، اُونز با پین کردن تایلر بریز موفق به شکست ۴ نفر دیگر شد و قهرمان جدید بین قاره‌ای شد. سپس زیگلر، یکی از شرکت‌کنندگان آن مسابقه، اونز را به مسابقه برای کمربند او در فست‌لین طلبید که بعدتر اعلام شد اونز باید در این رویداد مقابل زیگلر از کمربندش دفاع کند.

## نتایج
| #                                                                                                 | نتایج | نوع مسابقه                                                                                         | مدت زمان |
| ------------------------------------------------------------------------------------------------- | --- | -------------------------------------------------------------------------------------------------- | -------- |
| ۱پ                                                                                                | کالیستو (c) پیروز مقابل آلبرتو دل ریو با نتیجه ۲–۱                                                       | مسابقه Two-out-of-three falls برای قهرمانی کمربند ایالات متحده آمریکا                              | ۱۵:۱۲    |
| ۲                                                                                                 | بکی لینچ و ساشا بنکس پیروز مقابل نِیومی و تَمینا با تسلیم                                                  | مسابقه تگ تیم                                                                                      | ۰۹:۵۰    |
| ۳                                                                                                 | کِوین اُوِنز (c) پیروز مقابل دالف زیگلر                                                                     | مسابقه تک نفره برای قهرمانی کمربند بین قاره‌ای                                                      | ۱۵:۱۰    |
| ۴                                                                                                 | بیگ شو، رایبک و کین پیروز مقابل خانواده وایت (لوک هارپر، اریک روئن و براون استرومن) (با همراهی بری وایت) | مسابقه تگ تیم شش نفره                                                                              | ۱۰:۳۷    |
| ۵                                                                                                 | شارلوت (c) (با همراهی ریک فلر) پیروز مقابل بری بِلا با تسلیم                                              | مسابقه تک نفره برای قهرمانی کمربند دیواز                                                           | ۱۲:۲۶    |
| ۶                                                                                                 | ای.جی. استایلز پیروز مقابل کریس جریکو با تسلیم                                                           | مسابقه تک نفره                                                                                     | ۱۶:۲۰    |
| ۷                                                                                                 | کورتیس اکسل (با همراهی هیث اسلیتر، آدام رُز و بو دالاس) پیروز مقابل آر-تروث                               | مسابقه تک نفره                                                                                     | ۲:۲۳     |
| ۸                                                                                                 | رومن رینز پیروز مقابل دین امبروز و براک لزنر (با همراهی پل هیمن)                                         | مسابقه تریپل ترت برای تعیین حریف قهرمان کمربند دبلیودبلیوئی سنگین‌وزن جهان(تریپل اچ) در رسلمانیا ۳۲ | ۱۶:۰۴    |
| - (c) – نشان‌دهنده قهرمان(هایی) است که به میدان می‌روند - پ – نشان‌دهنده این است که مسابقه در پری–شو | | |          |

## بازخورد منتقدین
رویداد این سال هم مانند رویداد سال قبل، توسط منتقدین، میانگین توصیف شد. جِیسون پاول از ProWrestling.net «تا زمانی که مسابقه اصلی شروع نشده بود احساس ناامیدی» می‌کرد. اگرچه از دید او «در مجموع مسابقه‌های بدی برگزار نشد ولی اصلاً فست‌لین در حدی نبود» که او را «برای رسیدن به رسلمانیا هیجان‌زده کند و مسابقه رینز/هانتِر ارزش قرار گرفتن به عنوان مسابقه اصلی را ندارد». پاول نظر بسیار مثبتی به مسابقه اصلی داشت و گفت «مسابقه‌ای بدون لحظه‌ای کسل‌کننده و خیلی خوب و بود» و راجع به مسابقه اِی‌جی/وای۲جِی هم گفت که «این مسابقه در اواخرش خوب بود و جریکو هم خیلی خوب کار خود را انجام داد» و مسابقه دیواز هم «با توجه به استفاده زیاد بری از حرکات شوهرش مسابقه سرگرم‌کننده‌ای بود» و باخت خانواده وایت هم «بسیار غافلگیرکننده بود». پاول بخاطر اشکالات پخش شبکه دبلیودبلیوئی در هنگام مسابقه تگ تیم دیواز و بین قاره‌ای هم ناراحت بود و همچنین بخش اِج و کریسچن را افتضاح دانست و در مورد مسابقه اکسل-تروث هم گفت: «داشتم یک پی‌پرویو را تماشا می‌کردم که ناگهان یک مسابقه برنامه سوپراستارز پخش شد».
جِیمز کادوِل از PWTorch.com به سه مسابقه از این رویداد نمره ۳/۵ از ۵ داد: مسابقه اصلی، جریکو/اِستایلز و اُوِنز/زیگلر. او دربارهٔ مسابقه اصلی گفت: «مسابقه خوبی بود با بالا و پایین‌ها و پیچیدگی‌های زیاد و در حد بک مسابقه اصلی، ولی برد رینز کاهش خطر خارج از مسابقه اجتناب‌ناپذیر بود». کادول از شخصیت‌پردازی «خیلی قدرتمند» و «سوپر سینا گونه‌ی» رینز انتقاد کرد و آن را «ناتوانی دبلیودبلیوئی برای مِین‌ایوِنتِر جلوه دادن کسی که در حد مسابقه اصلی نسیت» دانست. مسابقه جریکو/استایلز «علیرغم برخی کاستی‌ها، مسابقه‌ای خیلی خوب و شفاف و با پایانی بسیار قوی بود». مسابقه اُوِنز/زیگلر و شارلوت/بری (هر دو مسابقه ۲ از ۵) مسابقاتی بودند که «حمایت قابل توجه تماشاگران را برای چهره مثبتی که به دنبال کمربند بود در خود نداشتند». مسابقه دلریو/کالیستو نمره ۳ و مسابقه تگ تیم دیواز هم نمره ۲/۵ گرفتند. مسابقه تگ تیم شش نفره نمره ۲/۲۵ گرفت و کادول معتقد بود شاید «خانواده وایت نیاز به یکی دو حمله دیگر در پروموها داشتند». او همچنین منتقد بخش کریسچن و اِج بود و به نظرش «هیچیک از اینها از جهت هم‌ترازی شخصیت‌ها منطقی به نظر نمی‌آمد» و مسابقه اکسل-تروث هم مانند «ساعت سوم برنامه راو بود».
دِیو شِرِر از PWInsider.com هم مسابهق اصلی را «بسیار بسیار خوب» دانست ولی دربارهٔ این حقیقت که «کاملاً واضح است مردم دین امبروز را به رومن رینز ترجیح می‌دهند» از بی‌توجهی وینس به صدای مردم انتقاد کرد. او دربارهٔ مسابقه جریکو/استایلز دید بسیار مثبتی داشت و آن را «خیلی خیلی شگفت‌آور» دانست. «ای‌جی کاری را کرد که ای‌جی همیشه می‌کند و تماشاگران هم گذاشتند کارش را بکند» و «جریکو هم نشان داد که یک کارکشته نمونه است». در مورد مسابقه‌های دیواز هم او مسابقه شارلوت/بری را «بهترین مسابقه‌ای» دانست که بری تاکنون انجام داده و مسابقه دیگر دیواز هم «خوب بود». مسابقه بین قاره‌ای هم «بسیار خوب بود همانطور که عملکرد اُوِنز بسیار خوب بود». از نظر شِرِر مسابقه دلریو/کالیستو «زیبا» بود ولی او به طرز شخصیت‌پردازی «اِی‌دی‌آر» انتقاد داشت و اینکه دارند او را «هدر» می‌دهند.